# Europacup I 1978/79
De 24ste editie van de Europacup I werd gewonnen door Nottingham Forest in de finale tegen het Zweedse Malmö FF. Forest versloeg titelverdediger Liverpool FC in de eerste ronde.

## Voorronde
| Team #1   | Tot.  | Team #2          | 1ste wed | 2de wed |
| --------- | ----- | ---------------- | -------- | ------- |
| AS Monaco | 3 - 2 | Steaua Boekarest | 3 - 0    | 0 - 2   |

## Eerste ronde
| Team #1             | Tot.             | Team #2            | 1ste wed | 2de wed |
| ------------------- | ---------------- | ------------------ | -------- | ------- |
| AEK Athene          | 7 - 5            | FC Porto           | 6 - 1    | 1 - 4   |
| Nottingham Forest   | 2 - 0            | Liverpool FC       | 2 - 0    | 0 - 0   |
| Real Madrid         | 12 - 0           | Progrès Niedercorn | 5 - 0    | 7 - 0   |
| Grasshopper-Club    | 13 - 3           | Valletta FC        | 8 - 0    | 5 - 3   |
| Odense BK           | 3 - 4            | Lokomotiv Sofia    | 2 - 2    | 1 - 2   |
| 1. FC Köln          | 5 - 2            | ÍA Akranes         | 4 - 1    | 1 - 1   |
| Juventus            | 1 - 2            | Rangers FC         | 1 - 0    | 0 - 2   |
| Fenerbahçe SK       | 3 - 7            | PSV Eindhoven      | 2 - 1    | 1 - 6   |
| KS Vllaznia Shkodër | 3 - 4            | FK Austria Wien    | 2 - 0    | 1 - 4   |
| Linfield FC         | 0 - 1            | Lillestrøm SK      | 0 - 0    | 0 - 1   |
| Omonia Nicosia      | 2 - 2 (uitgoals) | Bohemians FC       | 2 - 1    | 0 - 1   |
| Partizan Belgrado   | 2 - 2 (4-5 n.p.) | Dynamo Dresden     | 2 - 0    | 0 - 2   |
| TJ Zbrojovka Brno   | 4 - 2            | Újpest Dósza SC    | 2 - 2    | 2 - 0   |
| Club Brugge KV      | 3 - 4            | Wisła Kraków       | 2 - 1    | 1 - 3   |
| Haka Valkeakoski    | 1 - 4            | Dynamo Kiev        | 0 - 1    | 1 - 3   |
| Malmö FF            | 1 - 0            | AS Monaco          | 0 - 0    | 1 - 0   |

## Tweede ronde
| Team #1           | Tot.             | Team #2           | 1ste wed | 2de wed |
| ----------------- | ---------------- | ----------------- | -------- | ------- |
| AEK Athene        | 2 - 7            | Nottingham Forest | 1 - 2    | 1 - 5   |
| Real Madrid       | 3 - 3 (uitgoals) | Grasshopper-Club  | 3 - 1    | 0 - 2   |
| Lokomotiv Sofia   | 0 - 5            | 1. FC Köln        | 0 - 1    | 0 - 4   |
| Rangers FC        | 3 - 2            | PSV Eindhoven     | 0 - 0    | 3 - 2   |
| FK Austria Wien   | 4 - 1            | Lillestrøm SK     | 4 - 1    | 0 - 0   |
| Bohemians FC      | 0 - 6            | Dynamo Dresden    | 0 - 0    | 0 - 6   |
| TJ Zbrojovka Brno | 3 - 3 (uitgoals) | Wisła Kraków      | 2 - 2    | 1 - 1   |
| Dynamo Kiev       | 0 - 2            | Malmö FF          | 0 - 0    | 0 - 2   |

## Kwartfinale
| Team #1           | Tot.  | Team #2          | 1ste wed | 2de wed |
| ----------------- | ----- | ---------------- | -------- | ------- |
| Nottingham Forest | 5 - 2 | Grasshopper-Club | 4 - 1    | 1 - 1   |
| 1. FC Köln        | 2 - 1 | Rangers FC       | 1 - 0    | 1 - 1   |
| FK Austria Wien   | 3 - 2 | Dynamo Dresden   | 3 - 1    | 0 - 1   |
| Wisła Kraków      | 3 - 5 | Malmö FF         | 2 - 1    | 1 - 4   |

## Halve finale
| Team #1           | Tot.  | Team #2    | 1ste wed | 2de wed |
| ----------------- | ----- | ---------- | -------- | ------- |
| Nottingham Forest | 4 - 3 | 1. FC Köln | 3 - 3    | 1 - 0   |
| FK Austria Wien   | 0 - 1 | Malmö FF   | 0 - 0    | 0 - 1   |

## Finale
| Team #1           | Res.  | Team #2  |
| ----------------- | ----- | -------- |
| Nottingham Forest | 1 - 0 | Malmö FF |

## Kampioen
| Europacup I – Seizoen 1978/79 |
| ----------------------------- |
| Nottingham Forest 1ste titel  |